# ينبا (الجوف)
ينبا هي إحدى قرى الجمهورية اليمنية. تتبع جغرافيا لمحافظة الجوف و إداريًا لمديرية الحزم. يبلغ تعداد سكانها 2904 نسمة حسب الإحصاء الذي أجري عام 2004.